# Concressault
Concressault – miejscowość i gmina we Francji, w Regionie Centralnym, w departamencie Cher.
Według danych na rok 1990 gminę zamieszkiwało 236 osób, a gęstość zaludnienia wynosiła 32 osoby/km² (wśród 1842 gmin Regionu Centralnego Concressault plasuje się na 904. miejscu pod względem liczby ludności, natomiast pod względem powierzchni na miejscu 1267.).